# Петросимония сибирская
Петросимония сибирская (лат. Petrosimonia sibirica) — вид травянистых растений рода Петросимония (Petrosimonia) семейства Амарантовые (Amaranthaceae).

## Ботаническое описание
Однолетнее травянистое растение, покрытое тонкими и длинными (½—1¼, реже 1½ мм длиной) отстоящими или реже прилегающими волосками и оттого серовато-беловатое. Волоски очень мелко-зазубренные (что видно лишь под сильным увеличением), двуконечные; длинный конец их в 4—8 и более раз превышает короткий. Стебель прямой, от основания ветвистый, с супротивными и попарно накрест лежащими, в узлах не ломкими ветвями, 10—40 (и более) см высотой. Листья супротивные, узкие, нитевидные, полуцилиндрические, на кончике заострённые, при основании расширенные и перепончатые, 2—5 см длиной и около 1½ мм шириной, более или менее сильно отклонённые, нередко изогнутые, прицветные немного короче.
Прицветники значительно короче прицветных листьев и немного длиннее околоцветника, яйцевидные или эллиптические, лодочковидно вогнутые, по краям перепончатые, потом твердеющие, на верхушке почти шиловидно-суженные и отогнутые. Околоцветник 5-раздельный, плёнчатый, на верхушке волосистый, около 4 мм длиной; два внутренних листочка его более узкие, ланцетовидные: наружные — яйцевидные, длинно заострённые, в нижней половине по отцветании твердеющие, делающиеся хрящеватыми. Тычинок 5, с нитями в 1½—2 раза длиннее околоцветника (около 8 мм длиной); пыльники линейно-продолговатые, с расходящимися внизу гнёздами и на верхушке с очень маленьким перепончатым туповатым цельным или 2-зубчатым придатком.

## Распространение и экология
Западная Сибирь, Средняя и Центральная Азия. Обитает на засоленных почвах и солончаках в безлесной зоне степной области и в пустынно-степной области.

## Синонимы
- Halimocnemis sibirica (Pall.) C.A.Mey. (1829)
- Petrosimonia sibirica var. bungeana Serg. (1930)
- Polycnemum sibiricum Pall. (1806)basionym
- Salsola oppositifolia Pall. (1773), nom. nud.